# Leitname
Nella storiografia e specialmente nella genealogia, un Leitname (liberamente traducibile in italiano come "nome guida" o "nome principale", in inglese Leading name) è un (o più) prenome dominante all'interno delle famiglie.

## Origine e cambiamento
I Leitname derivano probabilmente dall'usanza del nome ereditario (Erbnamensitte), consistente nel chiamare il primo figlio come il nonno paterno (e il secondo figlio come il nonno materno), che in alcuni casi è ancora oggi praticata. Quando questo figlio dava al suo primogenito il nome di suo padre e questa usanza fu continuata di generazione in generazione, emergevano due nomi principali, che erano usati alternativamente. Ma c'era anche la tradizione di dare lo stesso nome al primogenito, che era l'erede, in ogni generazione. Se il primogenito moriva prima della nascita del fratello, spesso il nuovo nato riceveva lo stesso nome per continuare la tradizione del Leitname.
Se la madre proveniva da una famiglia molto illustre, accadeva anche che il primogenito prendesse il nome dal nonno materno (ad esempio Bonifacio di Canossa prese il Leitname dalla famiglia di sua madre Willa, gli Hucpoldingi, dal nonno di questa). Inoltre, nel Medioevo accadeva spesso che i bambini (e quindi anche i primogeniti) morissero da bambini o adolescenti, cosicché i figli nati dopo di loro si impadronivano dell'eredità del padre e continuavano la linea di discendenza. In entrambi i casi, i Leitname potrebbero derivare dal nome materno.
Infine, c'erano dei Leitname che venivano usati preferibilmente per i figli postumi, ad esempio il nome Ermanno (Hermann) per i Billunghi.
Un Leitname poteva scomparire completamente (o per molto tempo) dall'uso di una Sippe (clan) se il nome fosse macchiato di sangue o un portatore del nome fosse considerato disonorevole e giudicato per un altro grave crimine. Ad esempio, il nome Egilmar (Elimar) scomparve per secoli dai conti di Oldenburg a causa del fratricidio di Elimar II.
I Leitname delle donne sono più difficili da determinare all'interno di una Sippe, dal momento che le donne sono menzionate nelle fonti solo (se mai sono citate) quando sono sposate o vedove. Solo raramente si può affermare con certezza da quale Sippe provenivano. Con il matrimonio, i loro nomi diventavano parte della famiglia del marito. Inoltre, nomi come Oda, Ida e Matilde erano così comuni anche tra l'alta nobiltà che non possono essere assegnati a nessuna famiglia in particolare come loro tipico Leitname. Un'eccezione è il nome Richenza, che è stato utilizzato nella casata degli Oldenburg dal 1108 fino ad oggi.
I Leitname venivano usati principalmente nell'Alto Medioevo, in un'epoca in cui:
- Il gentilizio (come Giulio o Claudio nell'impero romano) non era più in uso;
- Il nome indicante il luogo di nascita (o dove si visse) o titoli (come Alberto di Aquisgrana o Goffredo di Buglione) era individuale e non appartenente alla Sippe;
- Il cognome non era ancora stato concepito;

quindi, i Leitname servivano per poter esprimere la comune appartenenza a una Sippe.
I Leitname caddero in disuso (almeno nell'aristocrazia) quando l'affiliazione familiare era più chiaramente definita dal titolo e dalla proprietà (ad esempio, allontanandosi dal sistema di gau carolingio come rappresentante regionale intercambiabile del potere regio e dall'applicazione del titolo ereditario di conte, includente la proprietà su terreni e persone), emersero altri criteri per la scelta dei nomi.
Per la ricerca storica, il Leitname ha il vantaggio che se ci sono più persone con lo stesso nome, indica probabilmente un legame familiare, ma anche lo svantaggio che i singoli membri della famiglia portatori del Leitname sono più difficili da distinguere tra loro. Inoltre, il Leitname viene spesso usato dagli storici per dare un nome alle varie Sippe.
Un ulteriore esempio: a causa del Leitname Burcardo, si presume che gli Hohenzollern, la cui linea di discendenza inizia con Burcardo I di Zollern († 1061), discendessero dai Burcardingi dalla Rezia (duca Burcardo III di Svezia († 973)).

## Esempi
I Leitname erano piuttosto rari all'interno delle famiglie reali, essendo l'affiliazione evidente e non aveva bisogno di essere enfatizzata separatamente:
- I Merovingi non avevano dei Leitname; i nomi reali Clodoveo, Clotario, Childerico, Dagoberto, ecc. non compaiono frequentemente.
- Anche tra i Carolingi non si sviluppò un Leitname vero e proprio. Il nome Carlo appare per la prima volta con Carlo Martello, e anche gli altri nomi puntano più ai modelli che alla sistematica: Pipino è stato preso dal lato materno, i Pipinidi, con i nomi Ludovico e Lotario si ha una variante dei nomi merovingi Clodoveo e Clotario, usati per sostenere la propria legittimità.
- Il primo nome Corrado era spesso usato tra i Corradinidi, ma solo accanto ad altri nomi come Gebardo, Udo o Ermanno.
- Con il Liudolfingi o Ottoniani, i nomi Bruno, Liudolfo, Thankmaro, Enrico e Ottone erano ugualmente importanti nelle prime generazioni, prima che quest'ultimo prevalesse per l'importanza delle persone che portavano questo nome (Ottone I, Ottone II, Ottone III).
- Con i Salici, il nome Guarniero (Werner) è identificabile come un Leitname per le prime generazioni, le quali detenevano il rango comitale, ma scompare nel momento in cui la famiglia assunse il trono imperiale a favore dei nomi degli imperatori delle dinastie precedenti.
- Gli Hohenstaufen avevano come Leitname Federico, ed essi mantennero questo quando ascesero al trono imperiale: addirittura nel caso del duca Federico VI, arrivarono persino a rinominare questo da Corrado a Federico dopo che un fratello maggiore con questo Leitname era morto nell'infanzia.

Al di sotto del livello imperiale o regia, l'uso di Leitname è molto più frequente e qui manca la preminenza dell'individuo, essendo l'appartenenza ad un gruppo familiare concepita come più importante:
- I Robertingi, attestati fin dal VII secolo, usavano il Leitname Roberto, così come Chrodoberto o Ruperto, fino all'XI secolo, quando perdono la loro funzione unificante con il raggiungimento del potere reale in Francia da parte di Ugo Capeto.
- I Welfen (Guelfi) svevi usarono il nome principale Welf (Guelfo) fino a quando non ottennero il titolo di duca in Baviera e Sassonia, e il nome Welf fu sostituito dal nome Enrico.
- Per gli Hohenzollern, il Leitnamen era il nome Federico; successivamente, con il Grande Elettore, Guglielmo (spesso chiamato "Federico Guglielmo") fu usato anche in Prussia.

### I Reuss
Un esempio estremo dell'uso di un Leitname è la casa principesca di Reuss, che dal XII secolo (a quel tempo ancora balivi di Plauen) usò il nome Enrico esclusivamente per i membri maschi della sua famiglia, presumibilmente per onorare l'imperatore della dinastia Hohenstaufen Enrico VI, il quale aveva elevato Enrico il Ricco di Weida († 1209) a balivo dell'abbazia di Quedlinburg. La linea più antica contava tutti i membri maschi della famiglia (che ne contava un centinaio), mentre la linea più recente ricominciava con ogni nuovo secolo - un regolamento che fu fissato dalla legge di successione dinastica del 1668 e che venne ancora praticato dalla casa, la quale governò fino al 1918.